# Leela Chitnis
Pour les articles homonymes, voir Chitnis.
Leela Chitnis (en hindi : लीला चिटनिस), née à Dharwad (Karnataka) le 9 septembre 1909 et morte à Danbury (Connecticut) le 14 juillet 2003, est une actrice indienne.